# 玉川神社 (世田谷区等々力)
玉川神社（たまがわじんじゃ）は東京都世田谷区の神社。

## 概要
文亀年間（1501年～1504年）に創建された。世田谷城城主吉良頼康が熊野大社の分霊を勧請して創建した。
当初の名称は「熊野神社」であったが、1908年（明治41年）に、近くの「天祖神社」「諏訪神社」「御嶽社」を合祀し、「玉川神社」に改称した。

## 交通アクセス
- 等々力駅より徒歩5分。